# Willem Kalf

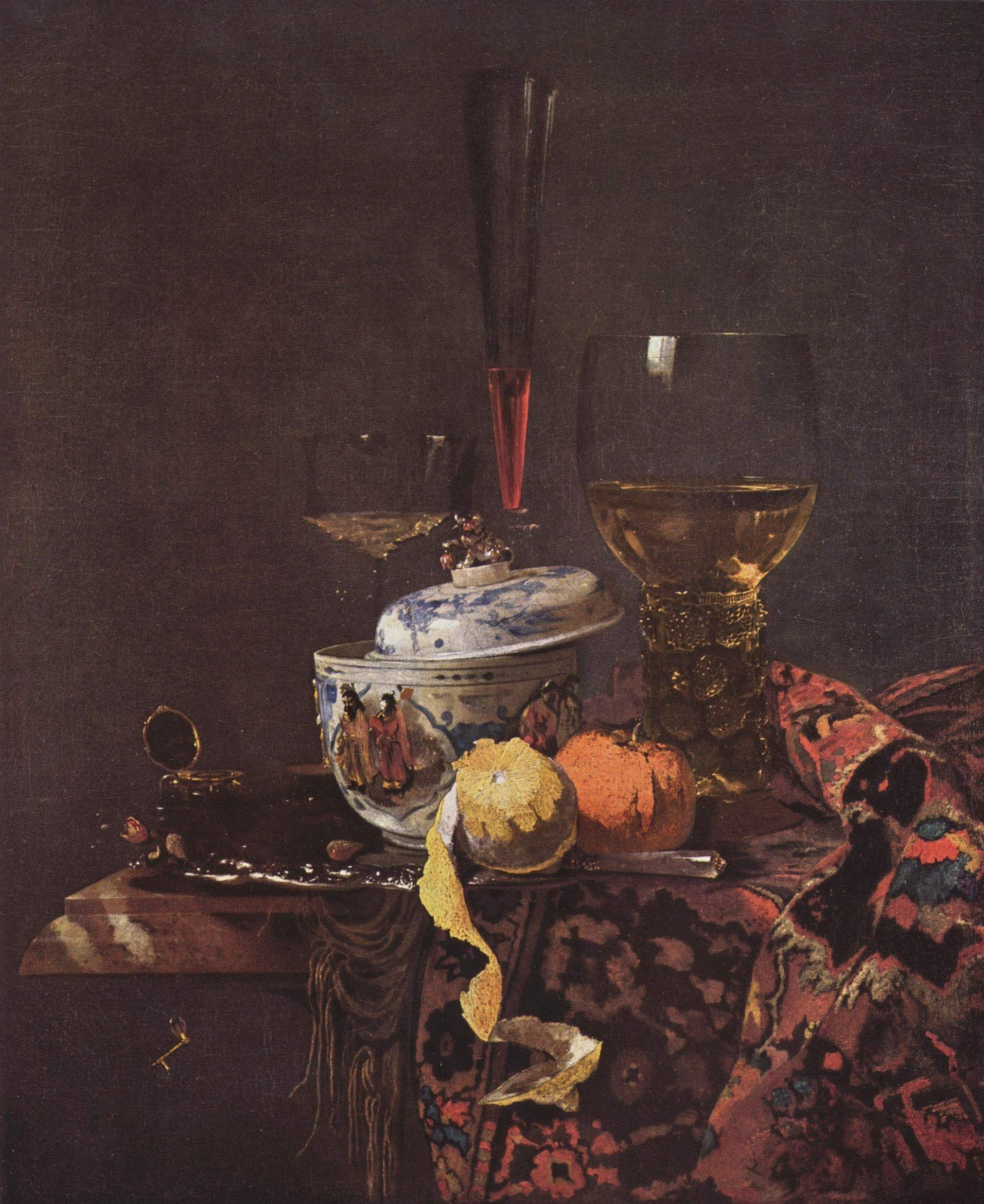
Willem Kalf, Martwa natura z chińską porcelanową wazą (1662)

Willem Kalf (ur. w październiku 1619 w Rotterdamie, zm. 31 lipca 1693 w Amsterdamie) – holenderski malarz okresu baroku; jeden z najwybitniejszych malarzy martwej natury w XVII-wiecznej Holandii.

## Życiorys
Był synem bogatego kupca tekstylnego. W latach 1641–1646 przebywał w Paryżu. Po powrocie do kraju najpierw mieszkał w Rotterdamie. W 1651 ożenił się i osiadł w Amsterdamie. Około 1680 zrezygnował z malowania i zajął się handlem dziełami sztuki. Był uczniem Hendricka Pota w Haarlemie i Christiaena Striepa w Amsterdamie. Wzorował się m.in. na twórczości takich malarzy, jak Pieter de Bloot, Jacques Linard, Simon Luttichuys, Hendrick Martensz. Sorgh, Jan Treck, Jurian van Streeck i Rembrandt, pod którego wpływem Kalf ukształtował swój dojrzały styl.

## Twórczość
Początkowo malował wiejskie sceny rodzajowe w stylu Adriaena Brouwera, wkrótce jednak jego specjalnością stała się martwa natura. Tworzył kunsztowne, wystawne martwe natury śniadaniowe (banketje) z chińską porcelaną, srebrnymi naczyniami, przedmiotami z macicy perłowej, efektownymi owocami, morskimi skorupiakami i motywami orientalnymi. Charakterystycznym elementem jego kompozycji malarskich jest cytryna z odwijającą się, częściowo obraną skórką.
Jego obrazy porównywano z obrazami Jana Vermeera ze względu na mistrzowskie operowanie fakturą i umiejętność manipulowania ciepłymi i chłodnymi barwami.

## Wybrane dzieła
- Banketje z nautilusem i chińską cukiernicą (1660) – Madryt, Muzeum Thyssen-Bornemisza,
- Banketje ze srebrną misą Holbeina (1678) – Kopenhaga, Statens Museum for Kunst,
- Kuchnia (1642-43) – Berlin, Gemaeldegalerie,
- Martwa natura (ok. 1665) – Waszyngton, National Gallery of Art,
- Martwa natura z butlą pielgrzyma i dwoma złotymi dzbanami (1643) – Kolonia, Wallraf-Richartz Museum,
- Martwa natura z butlą pielgrzyma, nautilusem i złotym dzbanem (1643) – Berlin, Gemaeldegalerie,
- Martwa natura z chińską porcelanową wazą (1662) – Berlin, Gemaledegalerie,
- Martwa natura z cytryną (1653-54) – Praga, Galeria Narodowa,
- Martwa natura z dzbanem i półmiskiem z chińskiej porcelany – Madryt, Museo Thyssen-Bornemisza,
- Martwa natura z kielichem wina (1658) – Haga, Mauritshuis,
- Martwa natura z porcelanową misą (1653-54) – St. Petersburg, Ermitaż,
- Martwa natura z rogiem gildii strzelców św. Sebastiana (ok. 1653) – Londyn, National Gallery,
- Martwa natura ze srebrnym dzbanem (1655-57) – Amsterdam, Rijksmuseum,
- Martwa natura ze szklanym pucharem i owocami (ok. 1662) – Berlin, Gemaeldegalerie.